# Romain Loursac
Pas d'image ? Cliquez ici

a Compétitions nationales et continentales officielles uniquement.

Dernière mise à jour le 23 mars 2017.
Romain Loursac, né le 11 novembre 1985 à Valence, est un joueur français de rugby à XV évoluant au poste d'arrière au Lyon olympique universitaire. Cet étudiant en médecine est réputé pour son très bon jeu au pied.
Après sa carrière, il devient médecin généraliste et médecin du Lyon olympique universitaire. De 2018 à 2022, il intègre aussi le staff médical de l'équipe de France féminine de rugby à XV.

## Carrière
- 2007-2017 : Lyon olympique universitaire (Pro D2 puis Top 14)

## Palmarès
- Vainqueur de la Pro D2 en 2011,  2014 et 2016